# Mascha Kaléko
Mascha Kaléko (rođ. Golda Malka Aufen) (Chrzanów, 7. lipnja 1907. – Zürich,  21. siječnja 1975.) je njemačka židovska pjesnikinja. 
Rodila se je 1907. u poljskom gradu Chrzanówu, ondašnjem dijelu Austro-Ugarske. Obitelj joj se iz Galicije preselila u Njemačku nakon prvog svjetskog rata. 1928. se je godine udala za Saula Aarona Kaléka.
U Hrvatskoj joj je objavljena pjesma Kadiš u prijevodu Joze Mršića.
Literatura:
Strana književnost. Kadiš, str. 25, Hrvatsko slovo, Zagreb, petak, 23. studenoga 2007.